# لي ستراسبرغ
لي ستراسبرغ (بالإنجليزية: Lee Strasberg)‏ (من 17 نوفمبر، 1901 إلى 17 فبراير، 1982) كان ممثل ومخرج أمريكي.

## قائمة أفلامه
- العراب: الجزء الثاني (1974; ترشيح جائزة الأوسكار : أفضل ممثل مساعد)
- ذا كساندرا كروسينغ (1976)
- And Justice for All (1979)
- Going in Style(1979)
- Boardwalk (1979)

## وصلات خارجية
- لي ستراسبرغ على موقع IMDb (الإنجليزية)
- لي ستراسبرغ على موقع الموسوعة البريطانية (الإنجليزية)
- لي ستراسبرغ على موقع روتن توميتوز (الإنجليزية)
- لي ستراسبرغ على موقع مونزينجر (الألمانية)
- لي ستراسبرغ على موقع ألو سيني (الفرنسية)
- لي ستراسبرغ على موقع تيرنر كلاسيك موفيز (الإنجليزية)
- لي ستراسبرغ على موقع أول موفي (الإنجليزية)
- لي ستراسبرغ على موقع قاعدة بيانات برودواي على الإنترنت (الإنجليزية)
- لي ستراسبرغ على موقع قاعدة بيانات الأفلام السويدية (السويدية)
- لي ستراسبرغ على موقع إن إن دي بي (الإنجليزية)